# Prix Vincent-Lemieux
Le Prix Vincent-Lemieux est remis par l'Association canadienne de science politique à l'auteur, homme ou femme, de la meilleure thèse de doctorat en science politique soumise, en anglais ou en français, à une université canadienne. Ce prix est nommé en l'honneur de Vincent Lemieux, éminent politologue.
Le prix est subventionné par Les Presses de l'Université Laval.

## Lauréats
- 1999 - Jean-Rodrigue Paré
- 2001 - Elisabeth Louise Moore
- 2003 - Cornelius Chipoma
- 2003 - Martin Horak
- 2005 - Steven Lecce
- 2007 - Ellen Gutterman
- 2009 - Vincent Pouliot
- 2011 - Netina Tan
- 2013 - Gabriel Eidelman
- 2015 - Paul May
- 2017 - Sule Bayrak
- 2019 - Alexandre Paquin-Pelletier
- 2021 - Vanessa van den Boogaard
- 2023 - Rob Currie-Wood